# Fukui
Fukui (福井県 (Phúc Tỉnh huyện) Fukui-ken) là tỉnh thuộc tiểu vùng Hokuriku, vùng Chūbu, Nhật Bản. Thủ phủ của tỉnh là thành phố Fukui.

## Địa lý
Fukui phía Tây trông ra vịnh Wakasa (biển Nhật Bản), phía Bắc giáp tỉnh Ishikawa, phía Đông giáp tỉnh Gifu, phía Đông Nam giáp tỉnh Shiga, phía Nam giáp tỉnh Kyoto.

## Lịch sử
Xưa kia, trên địa bàn tỉnh Fukui là các xứ Wakasa và Echizen.

## Hành chính

### Thành phố
| Tên             | Tên      | Diện tích (km2) | Dân số  | Bản đồ |
| Rōmaji          | Kanji    | Diện tích (km2) | Dân số  | Bản đồ |
| --------------- | -------- | --------------- | ------- | ------ |
| Awara           | あわら市 | 116,98          | 28.405  |        |
| Echizen         | 越前市   | 230,7           | 83.078  |        |
| Fukui (thủ phủ) | 福井市   | 536,41          | 264.217 |        |
| Katsuyama       | 勝山市   | 253,88          | 23.527  |        |
| Obama           | 小浜市   | 233,09          | 29.435  |        |
| Ōno             | 大野市   | 872,43          | 33.640  |        |
| Sabae           | 鯖江市   | 84,59           | 69.338  |        |
| Sakai           | 坂井市   | 209,67          | 92.210  |        |
| Tsuruga         | 敦賀市   | 251,39          | 66.123  |        |

### Thị trấn
| Tên           | Tên      | Diện tích (km2) | Dân số | Huyện          | Bản đồ |
| Rōmaji        | Kanji    | Diện tích (km2) | Dân số | Huyện          | Bản đồ |
| ------------- | -------- | --------------- | ------ | -------------- | ------ |
| Echizen       | 越前町   | 153,15          | 20.709 | Nyū            |        |
| Eiheiji       | 永平寺町 | 94,43           | 18.746 | Yoshida        |        |
| Ikeda         | 池田町   | 194,65          | 2.628  | Imadate        |        |
| Mihama        | 美浜町   | 152,35          | 9.643  | Mikata         |        |
| Minamiechizen | 南越前町 | 343,69          | 10.745 | Nanjō          |        |
| Ōi            | おおい町 | 212,19          | 8.102  | Ōi             |        |
| Takahama      | 高浜町   | 72,4            | 10.490 | Ōi             |        |
| Wakasa        | 若狭町   | 178,49          | 14.577 | Mikatakaminaka |        |

## Văn hóa
Fukui có thành Maruoka, thành lập năm 1576, một trong những thành quách cổ nhất Nhật Bản vẫn còn đứng vững. Chùa Eihei thành lập từ năm 1244 là một trong những trung tâm đào tạo sư sãi Phật giáo của Nhật Bản. Trên địa phận của tỉnh Fukui, người ta đã khai quật được nhiều hóa thạch khủng long và đem trưng bày tại Bảo tàng Khủng long Fukui.

## Giáo dục
Đại học Fukui

## Du lịch
Bảo tàng Khủng long Fukui
Bờ biển của Fukui có nhiều cảnh đẹp.